# ستيتشينوبسيس
ستيتشينوبسيس (بالإنجليزية: Setiechinopsis) هو جنس نباتي ينتمي إلى فصيلة الصباريات ويضم نوعًا واحدًا فقط، هو Setiechinopsis mirabilis. ينمو هذا الصبار بشكل رئيسي في الأرجنتين، ويشتهر بزهوره الأنبوبية الشكل التي تتفتح ليلاً.

## الوصف
يمتاز نبات ستيتشينوبسيس mirabilis بأنه صبار صغير الحجم، ذو ساق رفيعة ومستقيمة مع أضلاع واضحة وأشواك دقيقة. تنتج النبتة أزهارًا بيضاء أو كريمية طويلة وضيقة، تتفتح ليلاً لجذب الملقّحات الليلية مثل العث.

## البيئة والنمو
ينمو هذا الصبار في المناطق الجافة وشبه الجافة في الأرجنتين، ويفضّل التربة الرملية الجافة. يُزرع أيضًا في الحدائق المنزلية ومجموعات الصباريات بسبب مظهره المميز وسهولة العناية به.

## الزراعة والعناية
- الإضاءة: يحتاج إلى ضوء شمس مباشر جزئيًا أو إضاءة قوية غير مباشرة.
- الري: يُروى باعتدال خلال موسم النمو (الربيع والصيف)، مع تقليل الري في الشتاء لتفادي تعفن الجذور.
- التربة: يُفضّل خليط تربة خاص بالصبارات يحتوي على تصريف ممتاز للماء.
- درجة الحرارة: يتحمل درجات الحرارة المرتفعة والجفاف، لكنه لا يتحمل الصقيع. يُنصح بإبقائه فوق 5 درجات مئوية في الشتاء.
- الإكثار: يتم عبر البذور، حيث يُعرف بسرعة نموه وسهولة إنبات بذوره.